# Вила Цакео (Терамо)
Вила Цакео је насеље у Италији у округу Терамо, региону Абруцо.
Према процени из 2011. у насељу је живело 523 становника. Насеље се налази на надморској висини од 100 м.